# Copa Petrobras Montevideo 2006
Il Copa Petrobras Montevideo 2006 è stato un torneo di tennis facente parte della categoria ATP Challenger Series nell'ambito dell'ATP Challenger Series 2006. Il torneo si è giocato a Montevideo in Uruguay dal 23 al 29 ottobre 2006 su campi in terra rossa.

## Vincitori

### Singolare
Guillermo Cañas ha battuto in finale  Nicolás Lapentti con il punteggio di 2–6, 6–3, 7–6(3)

### Doppio
Máximo González /  Sergio Roitman hanno battuto in finale  Guillermo Cañas /  Martín García con il punteggio di 6–3, 7–6(5).